# UBS
UBS (původně Union des Banques Suisses) je jedna z největších švýcarských bank se sídlem v Curychu. Věnuje se hlavně správě majetku (největší na světě), investičnímu bankovnictví a poskytování finančních služeb. V roce 2018 měla zisk před zdaněním 7 698 miliard CHF, vlastní kapitál (equity) 61 243 mld CHF a pracovalo pro ni asi 62 562 zaměstnanců, z toho asi 34 % ve Švýcarsku a 34 % v USA. Kanceláře společnosti jsou v 52 zemích světa.

## Historie
UBS byla založena roku 1862 jako místní banka ve Winterthuru (Bank in Winterthur), jejímu založení však předcházel vznik bankovního konsorcia šesti bank v Basileji (Bankverein) v roce 1854. V roce 1871 se v koordinaci s frankfurtským Bankvereinem proměnila v akciovou společnost a po spojení s dalšími bankami změnila název na Schweizerischer Bankverein a roku 1917 na SBC (Swiss Bank Corporation). Roku 1920 už měla 2 tisíce zaměstnanců a postupně k sobě připojovala další a další banky. Přes velké ztráty za první světové války, za hospodářské krize a devalvací franku banka stále rostla a roku 1939 založila americkou pobočku v New Yorku. Od roku 1937 používá logo se třemi klíči, které znamenají důvěru, bezpečnost a diskrétnost.
Po druhé světové válce banka převzala několik bank, které se dostaly do platební neschopnosti a roku 1970 otevřela pobočku v Tokiu. Roku 1998 fúzovala UBS s o málo menší švýcarskou bankou SBV, takže vznikl holding UBS group se Banka je sice velmi konzervativní a dbá na bankovní tajemství, světová finanční krize ji však přesto – nebo možná právě proto – také postihla, stejně jako podvodné obchody zaměstnance londýnské pobočky. Přesto zůstává symbolem švýcarské spolehlivosti a zvítězila v řadě mezinárodních soutěží. Roku 2017 jí časopis Global Finance vyznamenal titulem nejlepší banky v oboru investic, správy majetku a devizových obchodů, časopis Euromoney po šesté v řadě titulem nejlepší banky ve Švýcarsku.
Banka ale v průběhu let utrpěla také několika skandály a USA i několik dalších zemí ji žalovalo za to, že pomáhala klientům při krácení daní.